# سمير الطائر
سمير الطائر (14 أبريل 1949 - 25 فبراير 2008) هو كاتب أغاني وشاعر غنائي مصري.

## حياته ونشأته
ولد سمير بالقاهرة في 14 أبريل 1949، كان متزوج من لبنى ولديه رانيا ونسمة.

## مسيرته
- أشتهر بأغانيه الرومانسية مع بداية السبعينيات من القرن العشرين. [2]

- قدم العديد من الأعمال الإذاعية والتليفزيونية والمسرحية والسينمائية خلال أكثرمن ثلاثين عام، سواء في مجال الأغنية أو الاستعراض أو كتابة السيناريو.[3]
- شارك في العديد من المهرجانات الفنية كمهرجان الإذاعة والتليفزيون ومهرجان الطفل ومهرجان الأغنية.[4]
- حظي بالعمل مع العديد من الموسيقيين الكبار مثل محمد سلطان وعمار الشريعي وحلمي بكر، ونجاة الصغيرة وشادية وصباح وهاني شاكر وميادة الحناوي وصابر الرباعي وراغب علامة وسميرة سعيد ولطيفة ومدحت صالح ومحمد منير وعمرو دياب ومحمد فؤاد وغيرهم.[5]
- تنوعت أعمالة بين الأغنية والاستعراض والفوازير والمسلسلات الإذاعية وتترات الأفلام والمسلسلات والمسرحيات وأغاني الأطفال والأوبريتات.[6]

## اعماله
- الف مئات الاغاني التي وجد الكثير منها شعبية كبيرة واطلقت شهرة المطربين الذين غنوها مثل حظي معاك يا دنيا كدة غناها عماد عبد الحليم ودفعته للشهرة.[7]
- تغن أهم الاصوات المصرية والعربية بكلمات الطائر حيث قدم أكثر من أربعون أغنية للمطرب هاني شاكر وحده ومن بينها أصحاب مين ومش بعتب عليك وايه يا اللي بحبك واديني قلبي تاني والحب مالوش كبير وصدقيني.[8]
- غني من كلماته كبار نجوم الطرب المصري مثل نجاة الصغيرة أغنية الا فراق الحبايب ومحمد الحلو في اغنية عايز ايه، إلي جانب وردة الجزائرية وعلي الحجار محمد سلطان وعمار الشريعي وحلمي بكر، ونجاة الصغيرة وشادية وصباح وهاني شاكر وميادة الحناوي وصابر الرباعي وراغب علامة وسميرة سعيد ولطيفة ومدحت صالح ومحمد منير وعمرو دياب ومحمد فؤاد وغيرهم.[9]
- ألف الطائر كلمات فوازير رمضانية وهي فوازير قيما وسيمة وحلم ولا علم الى جانب تأليفه عدداً من كلمات المقدمات الغنائية للمسلسلات التلفزيونية الى جانب تأليفه مسرحيتين هما نيو لوك وريا وسكينة في مارينا.[10]

## وفاته
توفي يوم الاثنين الموافق 25 فبراير 2008 عن عمر يناهز 59 عاما إثر إصابته بسكتة دمغية في أحد مستشفيات القاهرة ودفن في مقابر العائلة.